# 図書館情報大学
図書館情報大学（としょかんじょうほうだいがく、英語: University of Library and Information Science、公用語表記: 図書館情報大学）は、茨城県つくば市春日一丁目2番地に本部を置いていた日本の国立大学である。1979年に設置され、2004年に廃止された。大学の略称は図情大（とじょうだい）、あるいは図情（とじょう）。

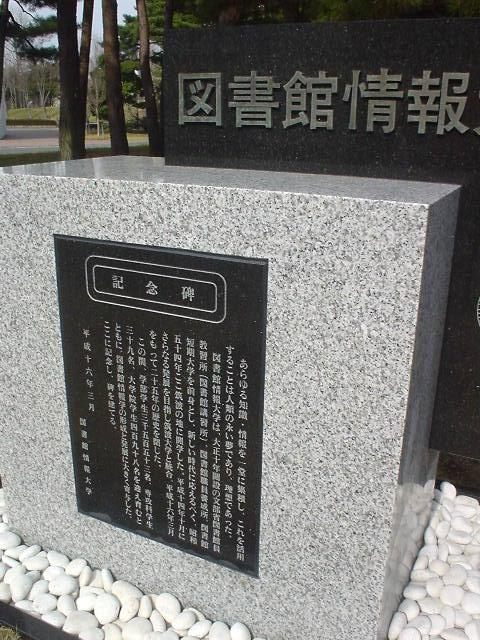
図書館情報大学 閉学記念碑

2002年に筑波大学と合併、校地は筑波大学春日エリアとなり、2004年に筑波大学に完全統合された。統合後に筑波大学図書館情報専門学群を経て、現在は筑波大学情報学群知識情報・図書館学類と情報メディア創成学類の一部となっている。

## 概観
1919年に文部官僚であった乗杉嘉壽が「圖書館員を專門的に養成すべしといふ事」を建議し、1921年に文部省図書館用務員養成所が開設されたのが日本の図書館員養成の始まりである。1925年には図書館講習所と改称し、1945年に一時閉鎖となったが、1947年に帝国図書館附属図書館用務員養成所として再設置、その直後、帝国図書館が国立国会図書館に名称を変えたのに伴い、国立国会図書館附属図書館職員養成所と改称した。1949年には文部省所管となり、文部省図書館職員養成所となった。1964年に東京都世田谷区に図書館短期大学を設置。その後、図書館短期大学が発展的解消をとげ（1981年閉校）1979年10月に四年制大学として筑波研究学園都市に図書館情報大学が開学した。図書館情報学は図書館学と情報学の結合による新分野として注目された。その後、第一期学部入学生の卒業に合わせ、1984年に大学院修士課程の図書館情報学研究科を設置、2000年には大学院博士課程の情報メディア研究科を設置するなど、インターネットの登場や情報の伝達形態の急速な変化に合わせて対応してきたが、国立大学統廃合の最初の事例として2002年10月筑波大学と統合。在学生の卒業時までは存続予定であったものの、国立大学法人化により国立大学法人が複数の大学を有することができなくなったため、2004年3月に図書館情報大学最後の卒業生（学部21期生）を送り出すと共に閉学。閉学時点での図書館情報大学の在学生（学部の22期生、23期生及び21期以前の過年度生と院生）は、統合時に筑波大学に設置された図書館情報専門学群及び図書館情報メディア研究科に移行。その後、図書館情報専門学群は2007年度の改組（学群再編）の際に情報学群知識情報・図書館学類と情報メディア創成学類の一部となっている。

## 沿革
- 1979年10月1日 - 開学。
- 1980年12月 - 第一回栗苑祭（りつえんさい）開催される。
- 1981年6月 - 公開図書室開室。
- 1984年 - 大学院修士課程（図書館情報学研究科）を設置→2000年3月廃止。
- 1990年2月 - 公開図書室閉室。
- 1992年4月 - 新たに知識情報論講座を設け、六大講座制に。
- 1993年12月 - 学生によるWebサーバ運用開始→2004年5月13日停止。
- 1994年4月 - 履修コース制導入（情報管理コース、情報処理コースの2コース）
- 1997年？ - 大学公式サーバ運用開始。
- 1999年10月 - 開学20周年、創基80周年。（1919年の乗杉嘉壽の建議をもって創基としている）
- 2000年4月1日 - 大学院博士前期課程・後期課程（情報メディア研究科）を設置。
- 2000年11月6日 - 「図書館情報大学と筑波大学の統合に関する合意書」調印。
- 2001年 - 情報メディアユニオン（ULIS）開所。
- 2002年4月 - 六講座を四分野に再編。
- 2002年10月1日 - 筑波大学と統合（2004年3月までは形式上併存していた）
- 2002年11月 - 第22回栗苑祭が開催される。図書館情報大学として最後の学園祭。
- 2004年3月 - 図書館情報大学閉学式挙行。図書館情報大学記念碑除幕。
- 2004年3月31日 - 国立大学法人法（平成15年7月16日公布）により閉学。筑波大学図書館情報専門学群、筑波大学大学院図書館情報メディア研究科へ完全移行。

## その他

### 大学名
略称は「図情大」（とじょうだい）、あるいは「図情」。まれに「情報大」とも。
外部の人間からは「図書館大」「図書館」と呼ばれることもある。
学部組織を持つ国立大学としては電気通信大学と同じく、その名称に地名を含まない大学であった。
（大学院大学を含めると、ほかに総合研究大学院大学などがある）

### 学部
- 図書館情報学部

### 大講座制
図書館情報大学は大講座制をとっていた。当初は第1大講座～第5大講座と呼ばれていたが、
- 図書館情報学原論講座（通称：1講）
- 図書館情報システム論講座（通称：2講）
- 情報資料媒体論講座（通称：3講）
- 情報組織化論講座（通称：4講）
- 情報社会関係論講座（通称：5講）

となり、1992年には知識情報論講座（通称：6講）が開設された。
また、2002年には四分野に再編成された。
- 情報メディア社会分野
- 情報メディアマネージメント分野
- 情報メディアシステム分野
- 情報メディア開発分野

### 学園祭
毎年10月頃に「栗苑祭」と呼ばれる学園祭が開催されていた。「栗苑祭」の名称は、学内にかつて栗林があったことに由来する。学園祭自体は小規模な大学らしくあまり派手なものではなかったが、ほぼ毎年実演披露されていた「がまの油売り口上」は好評であった。
なお、各学園祭のテーマ及び開催日は
- 第1回 ： 処女航海 -今、創造の海へ- 1980年12月20・21日
- 第2回 ： Take Off! -限りない未来へ- 1981年11月2・3日
- 第3回 ： 上昇気流-新しい流れをつかめ 1982年10月10・11日
- 第4回 ： あんたも発展図情大 1984年4月29・30日
- 第5回 ： （テーマ不明） 1985年10月5・6日
- 第6回 ： （テーマ不明） 1986年10月18・19日
- 第7回 ： （テーマ不明） 1987年11月7・8日
- 第8回 ： （テーマ不明） 1988年10月22・23日
- 第9回 ： 七回半まわって決心です。 1989年10月21・22日
- 第10回 ： Communication Area 1990年10月20・21日
- 第11回 ： 「創造しい」 1991年10月26・27日
- 第12回 ： つくばにやさしい栗苑祭 1992年10月24・25日
- 第13回 ： 粋2（いきいき） 1993年10月23・24日
- 第14回 ： ENCOUNTER -偶然の出会い- 1994年10月22・23日
- 第15回 ： 桃栗三年柿八年今年で栗祭十五年 1995年10月21・22日
- 第16回 ： 「こだわり」 1996年10月26・27日
- 第17回 ： 偉大なる不協和音 1997年10月25・26日
- 第18回 ： Passion 1998年24・25日 - 学園祭実行委員が集まらず開催危機。
- 第19回 ： （テーマ不明） 1999年10月2・3日
- 第20回 ： ULIS祭り色 2000年11月18・19日
- 第21回 ： 「千客万来」 2001年11月23・24日
- 第22回 ： 「PUSH 図情！！」 2002年11月16・17日

以上各回栗苑祭パンフレットより抜粋。
また、実行委員会本部企画として「島田奈美コンサート」（第7回）「長野まゆみ講演会」（第10回）「J-WALK（現JAYWALK）コンサート」（第11回）が行われたことがある。第18回ではアニメ&ゲーム研究会の主催で「麻績村まゆ子おしゃべりこんさーと」を行った。

### 駐車場そばの土手
駐車場と筑波学院大学の間にある土手（現在はオークラフロンティアホテルつくばの職員駐車場に）は、土浦〜学園都市間（筑波大学大学病院）の新交通システムの高架橋が建つ予定だった。

### 図書館情報学実習
3年生になると「図書館情報学実習」という実習科目を履修する。これは、夏休みを利用してインターンとして3週間程度、学外の図書館、一般企業や研究機関の情報システム関連部門あるいは図書室などで実習を行うというものである。
1993年度までは必修科目であったが、1994年度のコース制導入以降は選択科目となった。ただし、準必修としての扱いを受け、多くの学生が履修する制度として存続した。

### 公開図書室
（当時）公共図書館がなかった筑波研究学園都市において、1981年より近隣住民に図書館サービスを提供した。1990年につくば市立中央図書館が開館したのに伴い、閉室した。

### 男女比
年度により多少変動はあるものの、男女比は1:2とも1:3とも言われ、大学の性格か、名称から受ける印象ゆえなのか、女子学生が多数を占めていた。

### サークル活動
図書館情報大学オリエンテーリングクラブ（図情大OLC）は、日本学生オリエンテーリング連盟（日本学連）の特例措置により、大学併合前に入学した部員に限り、図情大OLCとして日本学生オリエンテーリング選手権大会（インターカレッジ＝インカレ）への出場資格が与えられていたが、2005年度の愛知インカレ個人ロングディスタンス競技において、最後の有資格者である24期生（2002年入学）の高橋雄哉選手が、大学史上、最初で最後の優勝という快挙を成し遂げた。事実上の消滅となった同大学が有終の美を飾ることとなり、関係者の話題を集めた。

### 統合後の扱い

#### 在学生
図書館情報大学の業務は筑波大学に引き継がれ、合併後も学生及び教員は図書館情報大学生・図書館情報大学教員（教員のみ筑波大学教員を兼務）の身分を保ったままであった。しかし、2004年度に施行された「国立大学法人法」により、国立大学が法人化され、一法人で複数の大学を持つことが許されなくなることになった。そのため、統合時の予定より前倒しに図書館情報大学は消滅することとなり、在学生の学籍問題が生じた。文部科学省との協議の結果、図書館情報大学は運用上もなくなり、図書館情報大学に入学した学生を、筑波大学図書館情報専門学群・図書館情報メディア研究科に移籍することとなった。なお、卒業に際しては筑波大学の学位記に図書館情報大学の課程を修了したとの文言が記されることとなった。国立大学法人化後も九州芸術工科大学生と名乗る扱いとなった九州芸術工科大学と九州大学の統合とは異なる扱いとなった。

#### 同窓会
図書館職員養成所から図書館情報大学に至るまでの卒業生で結成された橘会は、筑波大学の同窓会である茗渓会と合併し、2004年（平成16年）5月より「図書館情報学橘会」として茗渓会の支部に移行した。しかし茗渓会は茗渓会館の建て替えによる財政悪化で同窓会としての活動が十分に行えず、茗渓会から橘会へ支給される支部会費だけでは橘会の満足な運営ができない状態となってしまった。このため「図書館情報学橘会」は2015年（平成27年）度をもって茗渓会の支部から退会し、独自に活動を展開することとなった。なお橘会は筑波大学との統合後、図書館情報大学の後身である筑波大学図書館情報専門学群、筑波大学情報学群知識情報・図書館学類とその大学院の卒業生をも会員に迎え入れている。

### 関係者
- 野上照代 - スクリプター。1943年に図書館講習所に入学。
- 阿刀田高 - 小説家。直木賞受賞、日本ペンクラブ会長。1960年に図書館職員養成所に入学。
- 青山七恵 - 小説家。芥川賞受賞、本学22期生（2001年入学）、2004年国立大学法人化に伴う閉学により筑波大学図書館情報専門学群に移籍、筑波大学図書館情報専門学群卒。
- 関口礼子 - 社会学者、大妻女子大学社会情報学部教授、元本学教授、本学在籍時に旧姓使用を求めた関口裁判を起こした。